# Bernhard Galura
Bernhard Galura (Herbolzheim, 21 agosto 1764 – Bressanone, 17 maggio 1856) è stato un vescovo cattolico tedesco.

## Biografia

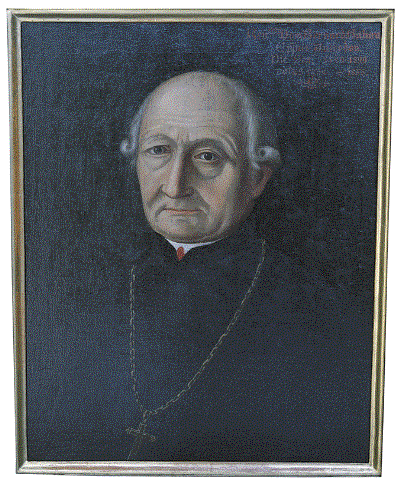
Il vescovo Galura nel 1840

### Infanzia e formazione
Bernhard Galura nacque il 21 agosto 1764 nel comune tedesco di Herbolzheim, nella regione della Brisgovia. Veniva da una famiglia popolare, infatti, suo padre era un contadino.
Dopo aver compiuto gli studi base, frequentò il liceo di Villingen ed entrò poi nel convento dei Frati Minori a Breisach am Rhein ma il suo soggiorno fu di breve durata, poiché il monastero fu soppresso da Giuseppe II d'Asburgo, imperatore del Sacro Romano Impero. Nel 1783, entrò nel seminario di Friburgo, dove, dopo un corso brillante nelle scienze ecclesiastiche, conseguì il dottorato in teologia. Per completare la formazione pratico teologica, nel 1787, si trasferì a Vienna, dove il 20 luglio 1788 fu ordinato presbitero. Poi tornò come docente al seminario teologico di Friburgo. Nel 1791 divenne parroco in Altoberndorf e nello stesso anno, fu trasferito nella parrocchia di Friburgo, allora non ancora arcidiocesi. L'imperatore Francesco I d'Austria lo nominò canonico nella diocesi di Linz e, nel 1805, lo nominò consigliere ecclesiastico a Günzburg, ma a causa dei cambiamenti politici perse la sua posizione nel 1806. Nel 1808, decise di tornare in Brisgovia e dal 1810 al 1815 fu parroco presso Friburgo. Successivamente venne nominato da Francesco II d'Asburgo-Lorena, Imperatore d'Austria, parroco ad Innsbruck. Nel 1818 divenne vicario generale del principe-vescovo di Bressanone nel Vorarlberg.

### Ministero episcopale e morte
Il 17 dicembre 1819 fu eletto vescovo titolare di Antedone ed ausiliare di Bressanone. Ricevette la consacrazione episcopale il 30 gennaio 1820 per l'imposizione delle mani di Karl Franz von Lodron, vescovo di Bressanone. Il 28 settembre 1829, dopo la morte di Karl Franz von Lodron, fu nominato principe vescovo di Bressanone. Prese formalmente possesso della cattedra di San Cassiano nove anni dopo. Come i suoi predecessori illustri, diresse tutti i suoi sforzi per salvaguardare l'unità della fede nella sua diocesi. Con la creazione di missioni, di istituzioni educative e con l'introduzione di ordini religiosi, soprattutto i Gesuiti, che erano stati banditi da lì, e le Suore della Misericordia nel 1838, riuscì a ripristinare molto di ciò che il potere secolare aveva distrutto durante l'amministrazione del suo predecessore. Fu attivo, oltre che nelle opere pastorali, anche socialmente, divenendo una figura rispettata da parte delle autorità civili, e il suo spirito profondamente religioso, la sua carità verso i poveri, e le sue capacità amministrative gli concessero un ornamento per la sua chiesa. Inoltre, ricevette anche numerosi premi e riconoscimenti austriaci. Fu anche nominato presidente onorario del club di Parigi per abolire il commercio degli schiavi. Morì a Bressanone il 17 maggio 1856 all'età di 91 anni.

## Genealogia episcopale e successione apostolica
La genealogia episcopale è:
- Cardinale Scipione Rebiba
- Cardinale Giulio Antonio Santori
- Cardinale Girolamo Bernerio, O.P.
- Arcivescovo Galeazzo Sanvitale
- Cardinale Ludovico Ludovisi
- Cardinale Luigi Caetani
- Cardinale Ulderico Carpegna
- Cardinale Paluzzo Paluzzi Altieri degli Albertoni
- Papa Benedetto XIII
- Papa Benedetto XIV
- Papa Clemente XIIILapide e monumento a mons. Galura

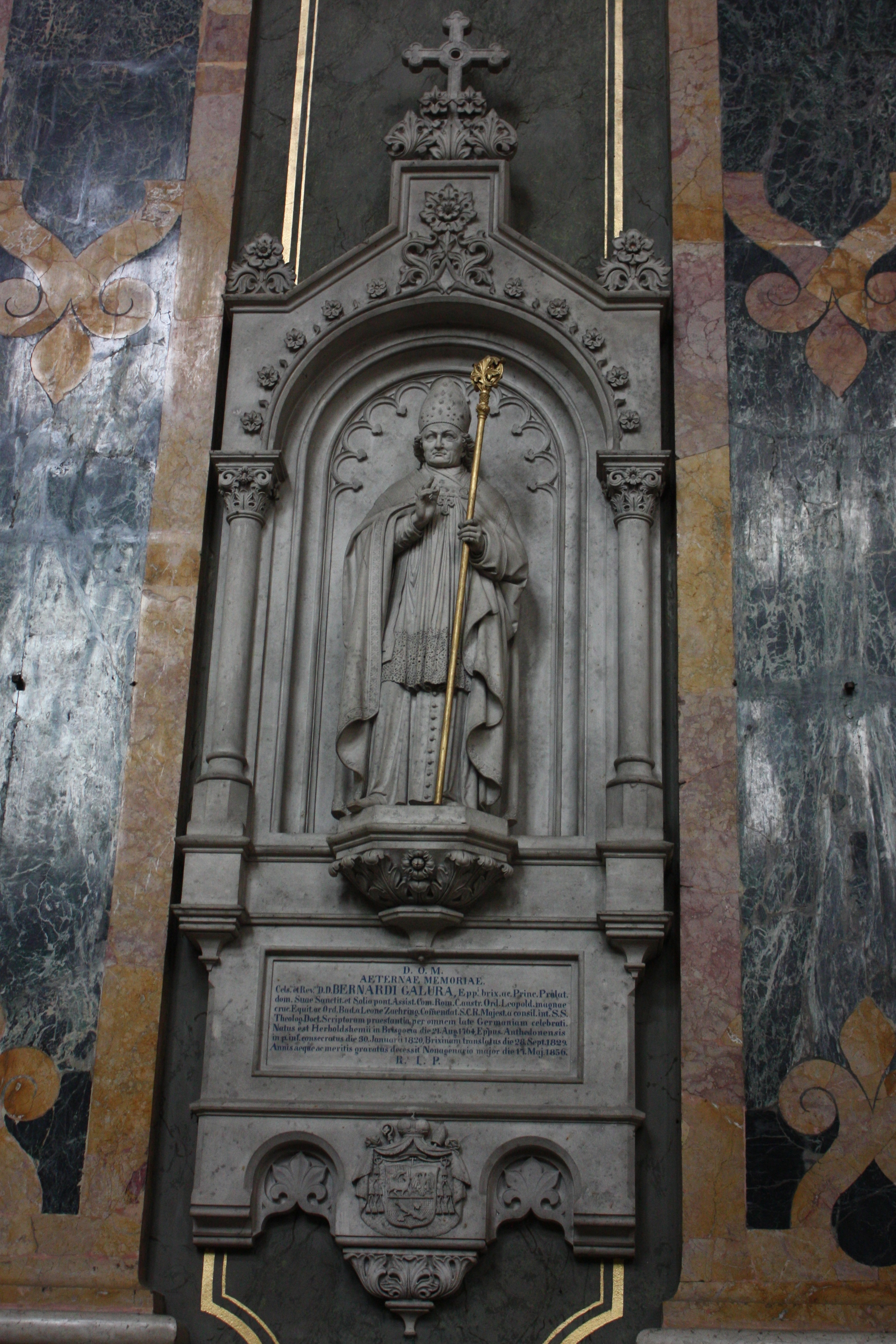
Lapide e monumento a mons. Galura

- Cardinale Giovanni Battista Caprara Montecuccoli
- Vescovo Dionys von Rost
- Vescovo Karl Franz von Lodron
- Vescovo Bernhard Galura

La successione apostolica è:
- Vescovo Giovanni Nepomuceno de Tschiderer (1832)
- Vescovo Georg Prünster (1836)